# Phare de Port Borden
Le phare de Port Borden (en anglais : Port Borden Pier Light) est un phare qui est situé sur la jetée du port de Borden-Carleton dans le Comté de Prince (Province de l'Île-du-Prince-Édouard), au Canada. 
Ce phare est géré par la Garde côtière canadienne.

## Histoire
Le port de Borden a bénéficié de feux directionnels dès 1918, à l'établissement d'une ligne de ferry. Dès 1976, un phare a été établi à l'extrémité de l'embarquadère. Les deux feux d'alignements ont été désactivés en 1997 après la mise en fonction du pont de la Confédération reliant l'île au continent.

## Description
Le phare est une tour hexagonale à claire-voie en bois de 9 m de haut, avec galerie hexagonale et lanterne carrée. Il émet, à une hauteur focale de 10 m, un feu isophase  éclat vert toutes les 4 secondes. Sa portée nominale est de 7 milles nautiques (environ 13 km). Il n'est pas ouvert aux visites.
Identifiant : ARLHS : CAN-052 - Amirauté : H-1039 - NGA : 8292 - CCG : 1017.1.

## Caractéristique duFeu maritime
Fréquence : 4 secondes (G)
- Lumière : 2 secondes
- Obscurité : 2 secondes

|          |
| Le phare |

### Lien connexe
- Liste des phares de l'Île-du-Prince-Édouard